# Цаґвері
Цаґвері (груз. წაღვერი) – даба (містечко) у муніципалітеті Боржомі, регіон Самцхе-Джавахеті, кліматичний та бальнеологічний курорт, відомий своєю мінеральною водою, спеціалізується на лікуванні захворювань органів дихання не туберкульозного характеру.
Статус даби з 1926  року.

## Географія
Цаґвері знаходиться за 20 км на південний схід від Боржомі, на північному схилі Тріалетського хребта, біля гирла річок Гуджаретісцкалі (Гуджарула) та Бакуріані. Навколо Цаґвері височать високі гори, вкриті хвойними лісами.
Через Цаґвері проходить вузькоколійна залізниця Боржомі - Бакуріані.

## Клімат
У Цаґвері сухий субтропічний клімат — характерний для нижнього поясу середніх гір. Зима холодна, досить сніжна. Середня температура в січні -3,5 °C. Літо помірно тепле, сухе. Середня температура в серпні 18,3 °C. Кількість річних опадів — 585 мм. Середня відносна вологість повітря у рік складає 77%.

## Історія
Наприкінці XIX століття, паралельно з розвитком курортної інфраструктури міста Боржомі, виник інтерес до Цаґвері. На початку XX століття в Цаґвері приступили до створення курортної інфраструктури: побудували залізничну станцію, відкрили аптеку, крамницю, невелику хлібопекарню, літній театр.
У 1938 році в Цаґвері почав працювати пансіонат матері та дитини «Кечхобі».

## Населення
Станом на 1 січня 2014 року чисельність населення міста склало 799 мешканців.
| 1959   | 1970   | 1979   | 1989   | 2002   | 2014  |
| ------ | ------ | ------ | ------ | ------ | ----- |
| → 3187 | ↘ 1275 | ↘ 1192 | ↘ 1167 | ↘ 1051 | ↘ 799 |

## Інфраструктура
У місті є залізнична станція, літній театр.
Діє пансіонат відпочинку «Кечхобі» на 700 осіб. Взимку кількість місць зменшується до 160.

## Світлини

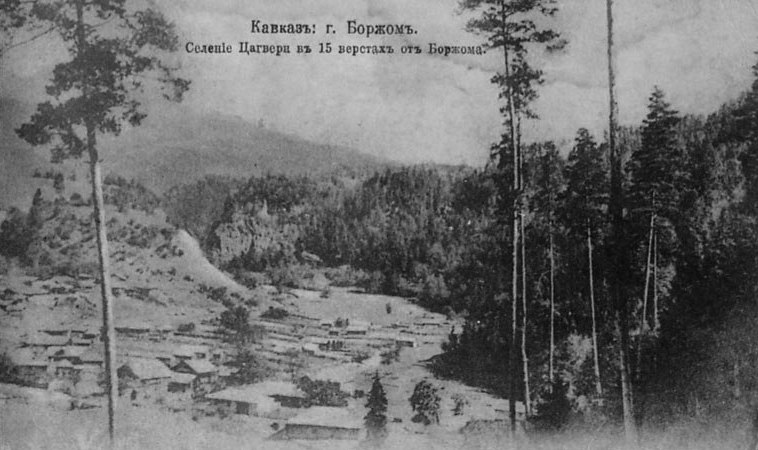
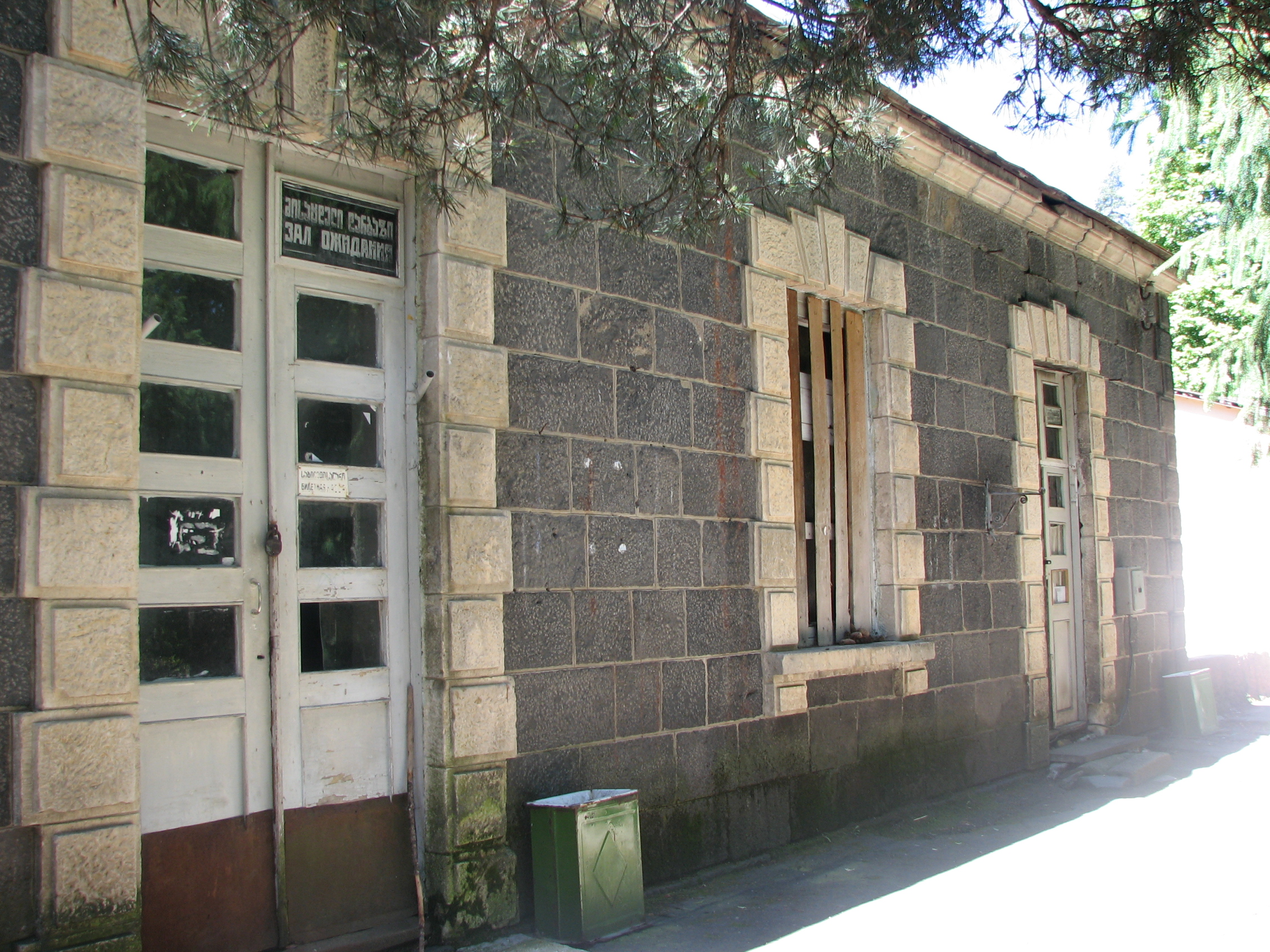
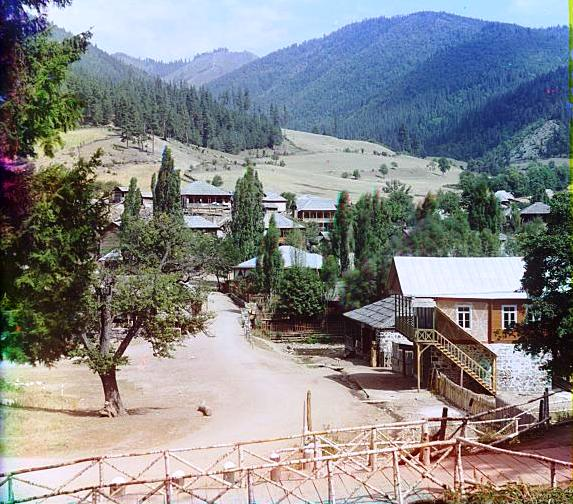